# Toxorhina claripennis
Toxorhina claripennis är en tvåvingeart som beskrevs av Alexander 1958. Toxorhina claripennis ingår i släktet Toxorhina och familjen småharkrankar.
Artens utbredningsområde är Zimbabwe. Inga underarter finns listade i Catalogue of Life.